# Calliostoma annulatum
Calliostoma annulatum is een slakkensoort van de familie Calliostomatidae.

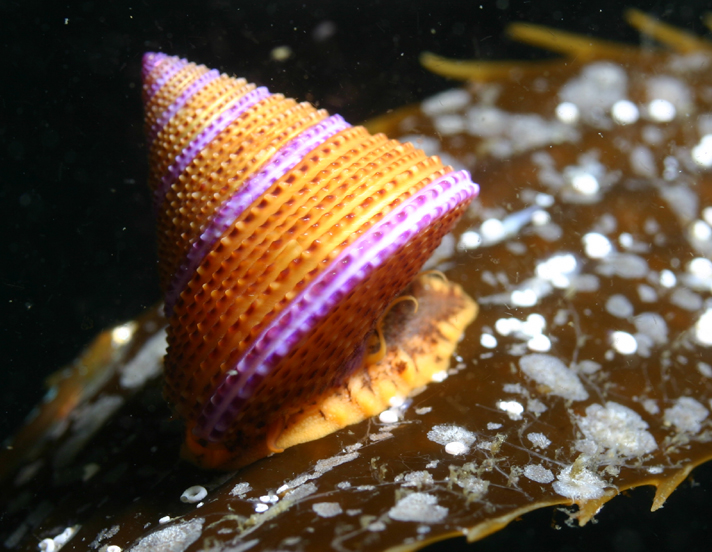
Calliostoma annulatum

## Voorkomen en verspreiding
Calliostoma annulatum is een omnivoor die tot 30 mm lang kan worden. Deze soort leeft op zeewier en kelpfauna's en komt voor aan de westkust van Noord-Amerika van Californië tot Alaska, (Oregonese- en Californische provincie).